# Гарет Томас
Гарет Річард Томас (англ. Gareth Richard Thomas; нар. 15 липня 1967, Лондон) — британський політик, член Лейбористської партії. 
Входить до Палати громад від округу Harrow West з 1997. Державний міністр з міжнародного розвитку з 2008 по 2010 рік.